# Catharsius spectabilis
Catharsius spectabilis là một loài bọ cánh cứng trong họ Bọ hung (Scarabaeidae).